# 2011년 8월
| 2011년: 1월 · 2월 · 3월 · 4월 · 5월 · 6월 · 7월 · 8월 · 9월 · 10월 · 11월 · 12월 |

| <          | 2011년 8월  | 2011년 8월 | 2011년 8월 | 2011년 8월 | 2011년 8월 | >          |
| 일         | 월          | 화         | 수         | 목         | 금         | 토         |
|            | 1 7.2 무자  | 2 3 기축   | 3 4 경인   | 4 5 신묘   | 5 6 임진   | 6 7 계사   |
| 7 8 갑오   | 8 9 을미    | 9 10 병신  | 10 11 정유 | 11 12 무술 | 12 13 기해 | 13 14 경자 |
| 14 15 신축 | 15 16 임인  | 16 17 계묘 | 17 18 갑진 | 18 19 을사 | 19 20 병오 | 20 21 정미 |
| 21 22 무신 | 22 23 기유  | 23 24 경술 | 24 25 신해 | 25 26 임자 | 26 27 계축 | 27 28 갑인 |
| 28 29 을묘 | 29 8.1 병진 | 30 2 정사  | 31 3 무오  |            |            |            |

| - 8월 2일 - 온누리교회 담임 목사 하용조 - 8월 4일 - 마쓰다 나오키 - 8월 21일 - 잭 레이턴 편집하기 |

## 2011년8월 30일
- 대한민국 축구 국가대표팀의 스트라이커 박주영이 잉글리시 프리미어리그 아스널 FC에 입단하였다.

## 2011년8월 29일
- 일본 총리로 노다 요시히코가 새로 선출됐다.
- 곽노현 서울시교육감이 박명기에게 후보 단일화에 대한 대가로 돈을 건넸다는 혐의로 검찰조사가 진행되고 있다.

## 2011년8월 27일
- 2011년 대구 세계 육상 선수권 대회가 여자마라톤 종목을 시작으로 9일간의 일정에 돌입했다.
- 허리케인 아이린의 피해로 노스캐롤라이나 주를 비롯해 여러 주가 피해를 입어 뉴욕 시의 지하철 모두가 사상 처음으로 영업을 중지했다.

## 2011년8월 26일
- 일본 간 나오토 총리가 사퇴하겠다는 의사를 밝혔다.
- 오세훈 서울시장이 사퇴하겠다는 의사를 표명하였다.
- 일본 경찰청이 지난 7월 집중 사이버 공격 사건의 90% 이상이 중화인민공화국 내 IP 주소인 것으로 파악됐다고 발표됐다.

## 2011년8월 25일
- 무디스가 일본의 신용등급을 한단계 강등하였다.
- K리그 승부조작 사건과 관련하여 47명의 선수가 영구제명되었다.

## 2011년8월 24일
- 대한민국의 서울특별시에서 2012년까지 전면적 무상급식을 원하는지, 또는 2014년까지 소득 수준 하위 50%를 대상으로 단계적으로 무상 급식을 추진하는 것을 원하는지 묻는 주민투표에서, 투표율이 33.3%에 미치지 못해 개표를 하지 않게 되었고, 이전에 오세훈 서울시장이 '주민투표 투표율이 33.3%에 미치지 못하면 시장직을 내놓겠다'라고 발언한 것이 있어서 그의 거취가 주목받고 있다.
- 스티브 잡스가 애플의 CEO에서 사임하고, 팀 쿡이 새로운 애플의 CEO로 선임되었다.

## 2011년8월 22일
- 캐나다 의회의 야당 대표 잭 레이턴이 61세에 암으로 사망하였다.
- 철도 서울역에서의 노숙행위가 전면 금지되었다.

## 2011년8월 20일
- 2011년 리비아 내전에서 반카다피 세력이 수도 트리폴리 동쪽 160km에 위치한 요충지 즐리탄을 장악하였다.

## 2011년8월 19일
- 포스코 광양제철소에서 가스관 폭발 화재사고가 발생하였다.
- HP 사가 모바일 사업 부문을 매각하기로 결정했다.
- 모건 스탠리 사가 미국과 유럽의 재정 위기에 대해 경고했고 전 세계적으로 주가시장이 급락했다.

## 2011년8월 18일
- 카메룬에서 8월에만 콜레라 창궐로 500명이 숨진 것으로 파악됐다.
- 2011년 리비아 내전에서 반카다피 세력이 수도 트리폴리 서쪽 50km에 위치한 자위야를 장악하고 친카다피 세력의 보급로를 차단하였다.

## 2011년8월 17일
- 시리아 군부의 시가지 공습으로 피해가 속출하고 있으며 현재까지 2,500명 정도가 사망한 것으로 추정된다.
- 피치 사가 미국의 신용등급을 AAA로 유지하겠다는 입장을 밝혔다.

## 2011년8월 16일
- 이란 정부가 시리아에 군사 기지 건설 지원 자금을 조달하려던 계획을 철회했다.
- 이스라엘 공군이 네게브 사막에 떨어진 로켓에 대한 보복으로 가자 지구에 공습을 감행했다.
- 독일의 2011년 2/4분기 성장이 0.1%에 그치면서 유럽 경제의 전반에 대한 우려가 커지고 있다.
- 독일과 프랑스 정상이 유로존 경제 문제를 놓고 회담을 가졌으나 채권 발행 합의에 실패했다.

## 2011년8월 14일
- 모토로라 모빌리티가 구글에 125억 달러에 인수되었다.
- 이라크에서 동시다발 폭탄테러로 92명이 숨졌다.
- 한예슬이 드라마 촬영 거부 의사를 밝히고 미국으로 출국하였다.

## 2011년8월 13일
- 2011년 리비아 내전에서 반카다피 세력이 수도 트리폴리 서쪽 50km에 위치한 자위야에 진입하였다.

## 2011년8월 10일
- 영국의 집단 시위가 번지는 가운데 아시아계 청년 3명이 사망하였다.
- 유엔이 소말리아의 어린이 110만 명 정도의 긴급 구호가 필요한 상황이라고 발표하였다.
- 미국 다우존스가 다시 폭락하면서 유럽과 아시아 주요 주가가 요동치고 있다.

## 2011년8월 9일
- 영국에서 일어난 집단 폭동 사태로 런던과 일부 도시에서 방화와 시설 파괴 등 소요 사태가 일어나고 있다.
- 이스라엘에서 주거 문제에 항의하는 젊은이들의 집단 시위가 사상 최대 규모로 연일 일어나고 있다.
- 애플과 소송 중인 삼성 갤럭시 탭 10.1의 유럽 판매가 네덜란드를 제외한 유럽 연합 국가에서 금지 판정되었다.

## 2011년8월 8일
- 미국과 영국의 자국 내 수로기구가 대한민국의 영해인 동해에 대한 표기를 일본해로 해야 한다는 의견을 국제수로기구에 제출했다.
- 유럽과 아시아 주요 증시가 시황 악화로 인해 일제히 폭락했다.
- 일요일부터 시작된 군사 개입으로 시리아에서 최소 65명이 시위 중 사망했다.

## 2011년8월 6일
- 미국의 신용 등급을 스탠더드 앤드 푸어스가 사상 처음으로 강등하면서 각국 금융당국의 혼란이 일고 있다.
- 8월 5일 12시 55분 (미 동부표준시), 목성탐사선 주노가 발사되었다.

## 2011년8월 5일
- 각국 주요 증시가 큰 폭락을 겪으면서 미국발 경제위기에 대한 우려가 커지고 있다.
- 시리아의 도시 하마에서 최소 109명이 정부군의 진압으로 사망한 것으로 인권단체가 폭로했다.
- 동아프리카 대기근으로 소말리아에서만 29,000명 정도가 사망하고 아사의 위험에 처했다고 유엔이 밝혔다.
- 잉락 친나왓이 태국 최초의 여성 총리로 취임했다.

## 2011년8월 2일
- 한국 주요 개신교 교회 중 하나인 온누리교회의 담임목사 하용조가 오전 8시 40분에 사망했다.
- LG유플러스 3G 접속불량으로 인해 LG유플러스 사용자들의 3G 접속이 되지 않고 있다.
- 아프가니스탄 쿤두즈에서 외국인 숙소에 폭탄 테러가 발생해 최소 보안 요원 4명이 사망했다.

## 2011년8월 1일
- 시리아 당국의 시민 진압으로 100명이 넘는 시민들이 희생된 것으로 알려졌다.
- 울릉도 방문을 하려는 일본 의원 세 명이 김포공항으로 입국하여 대한민국 정부와 마찰이 일어나고 있다.